# Oreškovica
Oreškovica es un pueblo ubicado en la municipalidad de Petrovac, en el distrito de Braničevo, Serbia.

## Superficie
Posee una superficie de 17,23 kilómetros cuadrados.

## Demografía
Hasta 2011 la población era de 771 habitantes, con una densidad de población de 44,74 habitantes por kilómetro cuadrado.